# Eptatretus moki
Eptatretus moki är en ryggsträngsdjursart som först beskrevs av A.J.S. McMillan och Robert L. Wisner 2004.  Eptatretus moki ingår i släktet Eptatretus och familjen pirålar. IUCN kategoriserar arten globalt som otillräckligt studerad. Inga underarter finns listade i Catalogue of Life.